# Megapoda
Megapoda is een vliegengeslacht uit de familie van de roofvliegen (Asilidae).

## Soorten
- M. labiata (Fabricius, 1805)